# Gerald Coleman
Gerald Coleman (né le 3 avril 1985 à Evanston, en Illinois aux États-Unis) est un joueur américain de hockey sur glace occupant la position de gardien de but. Professionnel entre 2003 et 2014, Coleman passe la plus grande partie de sa carrière à voyager entre différentes équipes de l'ECHL ou de la LAH en atteignant qu'à une seule reprise, et pour seulement deux matchs, la LNH. Il remporte la Coupe Memorial en 2005 puis la Coupe Kelly 2011 et 2014 avec les Aces de l'Alaska.

## Biographie
Coleman commence par jouer pour les équipes de développement juniors américaines. En 2002, il se joint aux Knights de London dans la Ligue de hockey de l'Ontario avec qui il passe trois saisons. En 2005, il réussit à mener les Knights à la Coupe Memorial, trophée récompensant la meilleure équipe des trois ligues juniors majeurs canadiennes.
En 2003, il est repêché au 224e rang lors du repêchage d'entrée dans la LNH 2003 par le Lightning de Tampa Bay. En 2005-2006, la même année qu'il commence sa carrière professionnelle avec les Falcons de Springfield, il joue ses premiers matchs dans la Ligue nationale de hockey avec le Lightning mais ne participe finalement qu'à deux matchs. Le 24 février 2007, il est échangé avec un choix du premier tour du repêchage d'entrée dans la LNH 2007 contre Shane O'Brien et un choix du troisième tour lors du même repêchage aux Ducks d'Anaheim, futurs vainqueurs de la Coupe Stanley cette saison. Coleman ne joue pas une seule rencontre de la saison avec les Ducks, son nom n'est pas inscrit sur la Coupe et il ne fera pas partie de l'effectif vainqueur.
Le 31 juillet 2009, il signe comme agent libre avec les Devils du New Jersey mais ne joue toujours pas dans la LNH mais rejoint les équipes de la Ligue américaine de hockey et l'ECHL associées aux Devils. L'année suivante, le 3 octobre 2010, il change une nouvelle fois de formation et rejoint cette fois, les Aces de l'Alaska. Il est prêté le 11 janvier 2012 aux Monsters du lac Érié, équipe de la Ligue américaine de hockey. Il met un terme à sa carrière en 2014.

## Honneurs et récompenses
- Ligue de hockey de l'Ontario
  - 2003-2004 : trophée Dave-Pinkney avec Ryan MacDonald en tant que gardiens de l'équipe ayant encaissés le moins de buts lors de la saison régulière
  - 2004-2005 : trophée Dave-Pinkney (avec Adam Dennis) et Coupe Memorial
- ECHL
  - 2008-2009 : deuxième équipe d'étoiles
  - 2010-2011 : première équipe d'étoiles, gardien de but de l'année et Coupe Kelly
  - 2013-2014 : Coupe Kelly

## Statistiques

### En club
| Saison    | Équipe                    | Ligue |    | Saison régulière | Saison régulière | Saison régulière | Saison régulière | Saison régulière | Saison régulière | Saison régulière | Saison régulière | Saison régulière | Saison régulière |    | Séries éliminatoires | Séries éliminatoires | Séries éliminatoires | Séries éliminatoires | Séries éliminatoires | Séries éliminatoires | Séries éliminatoires | Séries éliminatoires | Séries éliminatoires |
| Saison    | Équipe                    | Ligue | PJ | V                | D                | Pr/N             | Min              | BC               | Moy              | % Arr            | Bl               | Pun              | PJ               | V  | D                    | Min                  | BC                   | Moy                  | % Arr                | Bl                   | Pun                  |                      |                      |
| 2000-2001 | USNTDP U18                | NAHL  | 36 |                  |                  |                  |                  |                  |                  |                  |                  | 6                | -                | -  | -                    | -                    | -                    | -                    | -                    | -                    | -                    |                      |                      |
| 2001-2002 | USNTDP U18                | NAHL  | 22 | 5                | 14               | 2                | 1 263            | 75               | 3,56             | 89,9             | 0                | 0                | -                | -  | -                    | -                    | -                    | -                    | -                    | -                    | -                    |                      |                      |
| 2001-2002 | U.S. Junior National Team | USHL  | 2  | 1                | 1                | 0                | 76               | 4                | 3,15             | 90,5             | 0                | 0                | -                | -  | -                    | -                    | -                    | -                    | -                    | -                    | -                    |                      |                      |
| 2002-2003 | Knights de London         | LHO   | 26 | 6                | 9                | 3                | 1 074            | 59               | 3,30             | 89,2             | 1                | 2                | 0                | 0  | 0                    | 0                    | 0                    | 0                    | 0                    | 0                    | 0                    |                      |                      |
| 2003-2004 | Knights de London         | LHO   | 33 | 24               | 8                | 0                | 1 852            | 68               | 2,20             | 93,1             | 5                | 2                | 8                | 5  | 2                    | 442                  | 19                   | 2,58                 | 91,2                 | 1                    | 0                    |                      |                      |
| 2004-2005 | Knights de London         | LHO   | 38 | 32               | 2                | 2                | 2 224            | 63               | 1,70             | 94,1             | 8                | 0                | 8                | 7  | 1                    | 455                  | 13                   | 1,72                 | 93,5                 | 0                    | -                    |                      |                      |
| 2005-2006 | Falcons de Springfield    | LAH   | 43 | 14               | 21               | 3                | 2 413            | 156              | 3,88             | 88               | 2                | 4                | -                | -  | -                    | -                    | -                    | -                    | -                    | -                    | -                    |                      |                      |
| 2005-2006 | Lightning de Tampa Bay    | LNH   | 2  | 0                | 0                | 1                | 43               | 2                | 2,77             | 88,2             | 0                | 0                | -                | -  | -                    | -                    | -                    | -                    | -                    | -                    | -                    |                      |                      |
| 2006-2007 | Chiefs de Johnstown       | ECHL  | 17 | 7                | 9                | 0                | 914              | 52               | 3,41             | 90,2             | 0                | 2                | -                | -  | -                    | -                    | -                    | -                    | -                    | -                    | -                    |                      |                      |
| 2006-2007 | Falcons de Springfield    | LAH   | 3  | 2                | 1                | 0                | 179              | 6                | 2,01             | 94               | 0                | 0                | -                | -  | -                    | -                    | -                    | -                    | -                    | -                    | -                    |                      |                      |
| 2006-2007 | Pirates de Portland       | LAH   | 11 | 4                | 5                | 0                | 603              | 29               | 2,89             | 89,5             | 0                | 0                | -                | -  | -                    | -                    | -                    | -                    | -                    | -                    | -                    |                      |                      |
| 2007-2008 | Pirates de Portland       | LAH   | 18 | 8                | 7                | 1                | 968              | 47               | 2,91             | 89,6             | 2                | 0                | 1                | 0  | 0                    | 40                   | 4                    | 6,09                 | 78,9                 | 0                    | 0                    |                      |                      |
| 2007-2008 | Lynx d'Augusta            | ECHL  | 9  | 2                | 5                | 0                | 500              | 22               | 2,64             | 90,2             | 0                | 0                | -                | -  | -                    | -                    | -                    | -                    | -                    | -                    | -                    |                      |                      |
| 2008-2009 | Roadrunners de Phoenix    | ECHL  | 4  | 2                | 1                | 1                | 244              | 6                | 1,48             | 95               | 1                | 0                | -                | -  | -                    | -                    | -                    | -                    | -                    | -                    | -                    |                      |                      |
| 2008-2009 | Sharks de Worcester       | LAH   | 3  | 0                | 2                | 0                | 112              | 6                | 3,23             | 85,4             | 0                | 0                | -                | -  | -                    | -                    | -                    | -                    | -                    | -                    | -                    |                      |                      |
| 2008-2009 | Devils de Trenton         | ECHL  | 40 | 27               | 8                | 2                | 2 322            | 92               | 2,38             | 91,5             | 3                | 2                | 3                | 1  | 2                    | 246                  | 15                   | 3,66                 | 88,8                 | 0                    | 2                    |                      |                      |
| 2009-2010 | Devils de Lowell          | LAH   | 3  | 1                | 2                | 0                | 182              | 13               | 4,28             | 87,3             | 0                | 0                | -                | -  | -                    | -                    | -                    | -                    | -                    | -                    | -                    |                      |                      |
| 2009-2010 | Devils de Trenton         | ECHL  | 28 | 11               | 9                | 7                | 1 563            | 94               | 3,61             | 88,7             | 0                | 2                | -                | -  | -                    | -                    | -                    | -                    | -                    | -                    | -                    |                      |                      |
| 2010-2011 | Aces de l'Alaska          | ECHL  | 47 | 30               | 15               | 1                | 2 735            | 100              | 2,19             | 91,3             | 4                | 8                | 12               | 11 | 1                    | 729                  | 21                   | 1,73                 | 93,8                 | 0                    | 6                    |                      |                      |
| 2011-2012 | Aces de l'Alaska          | ECHL  | 27 | 18               | 5                | 4                | 1 644            | 53               | 1,93             | 92,6             | 3                | 6                | 10               | 5  | 5                    | 569                  | 19                   | 2,00                 | 92,5                 | 0                    | 0                    |                      |                      |
| 2011-2012 | Monsters du lac Érié      | LAH   | 17 | 11               | 4                | 2                | 963              | 41               | 2,56             | 92,2             | 0                | 2                | -                | -  | -                    | -                    | -                    | -                    | -                    | -                    | -                    |                      |                      |
| 2012-2013 | Aces de l'Alaska          | ECHL  | 32 | 23               | 6                | 3                | 1 907            | 69               | 2,17             | 91,8             | 2                | 4                | 9                | 4  | 5                    | 548                  | 21                   | 2,30                 | 91,1                 | 0                    | 0                    |                      |                      |
| 2013-2014 | Aces de l'Alaska          | ECHL  | 25 | 14               | 6                | 5                | 1 504            | 60               | 2,39             | 91               | 2                | 4                | 14               | 10 | 4                    | 814                  | 18                   | 1,33                 | 94,3                 | 2                    | 0                    |                      |                      |

### En équipe nationale
| Année     | Équipe     | Compétition              |   | PJ | V | D | Pr/N | Min | BC   | Moy  | % Arr | Bl | Pun |
| 2000-2001 | États-Unis | Championnat du monde U17 | 2 | 2  | 0 | 0 | 120  | 5   | 2,50 | 92,1 | 1     |    |     |
| 2001-2002 | États-Unis | Championnat du monde U17 | 2 | 1  | 0 | 1 | 120  | 6   | 3,00 | 87,5 | 0     |    |     |